# Guia de ondas óptico
Um guia de ondas óptico é uma estrutura física capaz de guiar ondas eletromagnéticas presentes no espectro óptico. Tipos comuns de guias de ondas são: a fibra óptica e canaletas retangulares ou cilindros metálicos.
Guias de ondas ópticos são utilizados como componentes em óptica integrada circuitos ou como meio de transmissão de longo alcance na comunicação óptica de sistemas.
Tais componentes podem ser classificados de acordo com sua geometria (plana, cilíndrica, fibra), modo de estrutura (modo único ou monomodo, multímodo), o índice de refração de distribuição (passo ou gradiente de índice) e material (vidro, polímeros, semicondutores).

## Guia de Ondas Dielétrico Plano

Um guia de ondas dielétrico plano consiste de três camadas dielétricas com diferentes índices de refração

Guias de onda retangulares são mais facilmente entendidos como variantes de um referencial teórico dielétrico de chapas de guia de onda, que pode também ser chamado de guia de onda planar. A placa de guia de onda consiste de três camadas de materiais com diferentes constantes dielétricas, estendendo-se infinitamente em direções paralelas às suas interfaces.
A luz pode ser confinada na camada média por reflexão interna total. Isso ocorre somente se o índice dielétrico da camada média é maior do que o das camadas adjacentes. Na prática, guias de onda planos não são infinitos nas direções paralelas à interface, mas se o tamanho típico das interfaces é muito maior do que a profundidade da camada, o modelo será uma excelente aproximação. Modos já guiados pelo guia de ondas não podem ser excitados pela luz incidente a partir da parte superior ou inferior de interfaces. A luz deve ser direcionada com uma lente ao lado da camada média. Em alternativa, um elemento de acoplamento pode ser usado para direcionar a luz para dentro do guia de ondas, tais como uma grade acopladora ou um prisma acoplador.
Um modelo para os modos guiados é o de que uma onda plana seja refletida para trás entre as duas interfaces da camada média, a um ângulo de incidência entre a direção de propagação da luz e a normal, ou direção perpendicular, para o material de interface, de modo que tal ângulo seja maior do que o ângulo crítico. O ângulo crítico depende do índice de refração dos materiais, que podem variar dependendo do comprimento de onda da luz. Tal propagação irá resultar em um modo guiado apenas em um conjunto discreto de ângulos onde a reflexão da onda plana não destrutiva irá interferir com ela mesma.
Esta estrutura confina ondas eletromagnéticas apenas em uma direção, e, portanto, tem pouca aplicação prática. Estruturas que podem ser aproximados como o guia de ondas plano, no entanto, ocorre, por vezes, como componentes de outros dispositivos.

## Guias de Onda Bidimensionais

### Cabos Guias de Onda
Um cabo guia de onda é, basicamente, apenas uma faixa da camada confinada do guia de ondas dielétrico entre outras duas camadas de revestimento. O caso mais simples é o de um guia de ondas retangular, que é formado quando o orientador da camada plana do guia de ondas é restrito em ambas as direções transversais ao invés de apenas uma delas. Guias de onda retangulares são utilizados em óptica integrada a circuitos e nos diodos de laser. Eles são comumente usados como base de componentes ópticos como o interferômetro de Mach-Zehnder e dos divisores e multiplexadores de comprimento de onda. As cavidades de diodos laser são geralmente construídas como um guia de onda retangular.
A distribuição do campo em um guia de ondas retangular não pode ser resolvida analiticamente, no entanto aproximado por métodos de solução, tais como: O método de Marcatili, O método de Kumar.

### Guias de Onda Estriados
Um guia de ondas estriado é um guia de ondas no qual cada camada consiste, basicamente, de uma faixa de outras várias camadas (tiras) sobrepostas a ele. Guias de onda estriados também fornecem o confinamento das ondas em duas dimensões.

### Laser-inscrita waveguides
Guias de Ondas Ópticos encontram a sua mais importante aplicação em fotônica. Configurar o guia de ondas no espaço 3D proporciona integração entre componentes eletrônicos em um chip e entre fibras ópticas. Tais guias de onda podem ser projetados para um único modo de propagação da luz infravermelha em comprimentos de onda de telecomunicações, e configurados para entregar o sinal óptico entre a entrada e a saída de locais com baixa perda de tal sinal.

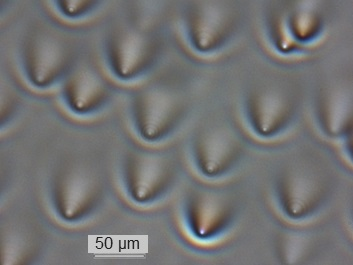
Guia de onda óptico formado em vidro de sílica pura, como resultado de um acumulado de auto-efeito com 193 nm de irradiação laser. Foto usando microscopia de transmissão com colimação da iluminação

Um dos métodos para a construção de tais guias de onda utiliza o efeito de foto-refração em materiais transparentes. Um aumento no índice de refração de um material pode ser induzido por absorção não linear de um laser pulsado de determinada luz. A fim de maximizar o aumento do índice de refração, pulsos muito curtos (normalmente de femtosegundos) de laser são usados, e focalizados, com uma alta resolução objetiva do microscópio. Traduzindo o ponto focal através de uma massa material transparente o guia de ondas pode ser escrito diretamente. Uma variação desse método utiliza uma baixa resolução objetiva do microscópio e traduz o ponto focal ao longo do eixo do feixe. Isso melhora a sobreposição entre o foco do feixe de laser e a foto-refração do material, reduzindo assim a energia necessária a partir do laser.

## Fibra óptica

A propagação da luz através de uma fibra óptica multímodo

A fibra óptica é normalmente uma seção circular do guia de ondas dielétrico, consistindo de um material dielétrico cercado por outro material dielétrico com um menor índice de refração. Fibras ópticas são mais comumente feitas de sílica e vidro, no entanto, diferentes materiais são utilizados para certas aplicações. Por exemplo, a fibra óptica de plástico pode ser utilizada para comunicações a curta distância.

## References
1. ↑  Ramo, Simon, John R. Whinnery, and Theodore van Duzer, Fields and Waves in Communications Electronics, 2 ed., John Wiley and Sons, New York, 1984.
2. ↑  "Silicon Photonics", by Graham T. Reed,  Andrew P. Knights
3. ↑  Marcatili, E. A. J. (1969). «Dielectric rectangular waveguide and directional coupler for integrated optics». Bell Syst. Tech. J. 48: 2071–2102
4. ↑  Kumar, A., K. Thyagarajan and A. K. Ghatak. (1983). «Analysis of rectangular-core dielectric waveguides—An accurate perturbation approach». Opt. Lett. (8): 63–65
5. ↑  Meany, Thomas (2014). «Optical Manufacturing: Femtosecond-laser direct-written waveguides produce quantum circuits in glass». Laser Focus World. 50 (07)
6. ↑  Streltsov, AM; Borrelli, NF (1 de janeiro de 2001). «Fabrication and analysis of a directional coupler written in glass by nanojoule femtosecond laser pulses.». Optics Letters. 26 (1): 42–3. Bibcode:2001OptL...26...42S. PMID 18033501. doi:10.1364/OL.26.000042